# 太陽湖 (火星)

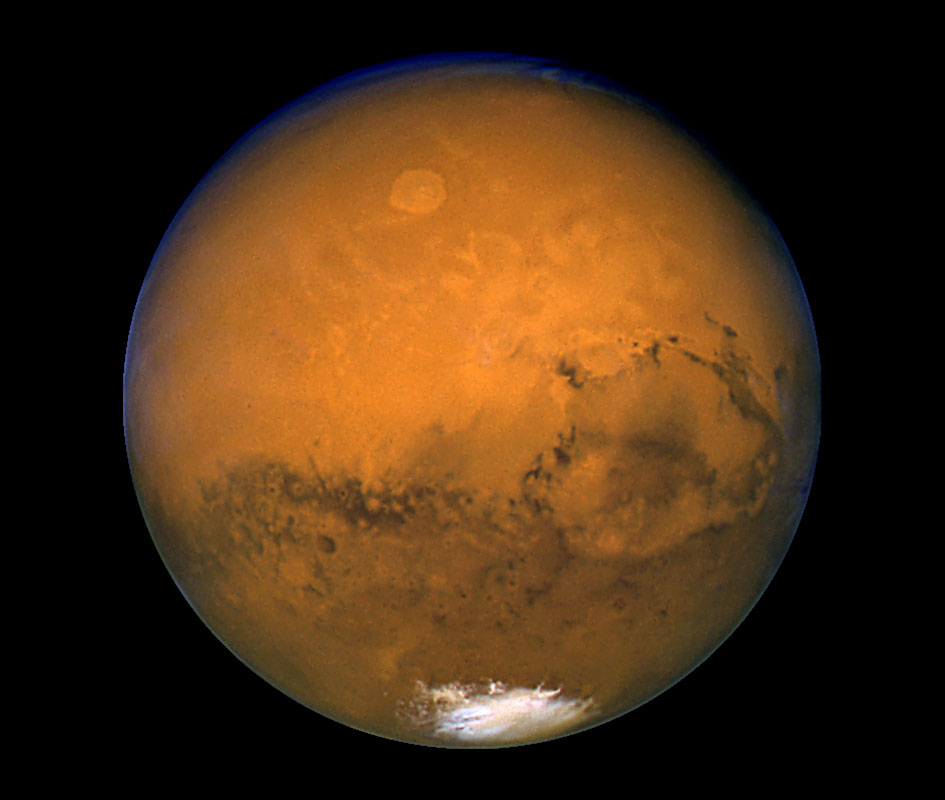
太陽湖位於中央偏右

太陽湖 26°S 85°W / 26°S 85°W 是火星上的一個暗區，為火星反照率特徵之一。過去曾經被稱為獨眼(Oculus)，並且因為它被較亮的陶瑪西亞包圍著，很像眼中的瞳孔，因而通常被稱為火星之眼。它的西北是塔爾西斯，東北是水手號峽谷。太陽湖因其外觀善變而著名，它的大小和外觀會隨著沙塵暴而改變。羅威爾聲稱有數條火星運河在此處交會，並因而認為它是火星人的首都。